# Ivanhoe (Nouvelle-Galles du Sud)
Pour les articles homonymes, voir Ivanhoe.
Ivanhoe est un village australien situé dans la zone d'administration locale du Darling central en Nouvelle-Galles du Sud.

## Géographie
Le village est situé sur la route reliant Wilcannia, sur le Darling à 180 km au nord-ouest, et Balranald sur la Murrumbidgee et Booligal sur la Lachlan. 

## Histoire
Le village a été créé vers 1870 par un Écossais, George Williamson, qui lui a donné le nom du héros de Walter Scott, un de ses compatriotes. Sa position géographique en faisait alors un village-étape.
En 1925, le village a été relié à Sydney par le chemin de fer. Cette voie a été prolongée et modernisée et fait partie de la ligne Indian Pacific qui relie Sydney à Perth, la capitale de l'Australie-Occidentale.

## Démographie
La population s'élevait à 196 habitants en 2016.